# بونتا غروسا
بونتا غروسا هي بلدية في البرازيل، تتبع بارانا، بلغ عدد سكانها 311٬611  نسمة، في 2010، تبلغ مساحتها 2٬067٫545 كيلومتر مربع.

## الموقع
تشترك في الحدود مع:
- كامبو لارغو
- Ipiranga, Paraná [الإنجليزية]‏
- تيكسيرا سواريس.

## مدن توأم
المدن التوأم:
- أريكوبيا
- كيتوي.

## أعلام
- دوغلاس دي أوليفيرا
- فاغنر دا سيلفا موريرا
- أليساندرو لوبيز بيريرا
- هيرسون كابري
- ناتاليا بيريرا